# Ácis
Na mitologia grega, Ácis era filho de Pã e de Símetis, uma ninfa.
Era um jovem pastor na Sicília e ele e a Nereiade Galateia estavam namorados. Polifemo, o Ciclope, que por sua vez estava apaixonado por Galateia, um amor não correspondido, apanhou-os juntos e furioso de inveja pegou numa rocha e esmagou Ácis. Galateia então transformou o sangue que jorrava no rio Ácis ou Acínio, no sopé do Etna.